# Roger Neilson-emlékdíj
A Roger Neilson-emlékdíj egy trófea az Ontario Hockey League-ben, melyet a legjobbnak ítélt egyetemista vagy főiskolás játékosnak ítélnek oda. A díjat a legendás Roger Neilsonról nevezték el.

## A díjazottak
| Szezon    | Győztes           | Csapat                      |
| --------- | ----------------- | --------------------------- |
| 2014–2015 | Justin Nichols    | Guelph Storm                |
| 2013–2014 | Patrick Watling   | Sault Ste. Marie Greyhounds |
| 2012–2013 | Daniel Altshuller | Oshawa Generals             |
| 2011–2012 | Kyle Pereira      | Guelph Storm                |
| 2010–2011 | Derek Lanoue      | Windsor Spitfires           |
| 2009–2010 | Derek Lanoue      | Windsor Spitfires           |
| 2008–2009 | Tim Priamo        | Guelph Storm                |
| 2007–2008 | Scott Aarssen     | London Knights              |
| 2006–2007 | Derrick Bagshaw   | Erie Otters                 |
| 2005–2006 | Danny Battochio   | Ottawa 67's                 |
| 2004–2005 | Danny Battochio   | Ottawa 67's                 |